# جو بولتون (صحفي)
جو بولتون (بالإنجليزية: Joseph Reeves Bolton III)‏ هو صحفي أمريكي، ولد في 8 سبتمبر 1910 في فلاشينغ ‏ في الولايات المتحدة، وتوفي في 13 أغسطس 1986 في سانتا مونيكا في الولايات المتحدة.

## وصلات خارجية
- جو بولتون على موقع IMDb (الإنجليزية)